# Dyszu tiszynoj (videoalbum)
Dyszu tiszynoj (ros. Дышу тишиной) – koncertowe DVD rosyjskiego muzyka Nikołaja Noskowa wydane po raz pierwszy w Rosji w 2008 roku. DVD zostało nakręcone podczas rewii pierwszy solowy koncert prezentacja albumu Dyszu tiszynoj na Kremlu. Oprócz koncertu na DVD, istnieje osiem teledysków z sześciu utworów, które brzmiały na koncercie, a dwa utwory, które zostały podjęte kilka lat.

## Lista utworów
Opracowano na podstawie materiału źródłowego
1. Дышу Тишиной  („Dyszu tiszynoj”)
2. Зимняя Ночь („Zimniaja nocz”)
3. Очарована Околдована  („Oczarowana, okołdowana”)
4. Исповедь („Ispowiedʹ”)
5. Узнать Тебя („Uznat' tiebia”)
6. Дай мне шанс („Daj mnie szans”)
7. Мой друг („Moj drug”)
8. На Руси („Na Rusi”)
9. Доброй ночи („Dobroj noczi”)
10. Снег („Snieg”)
11. Романс („Romans”)
12. Это здорово („Eto zdorowo”)
13. В рай („W raj”)
14. Я тебя прошу („Ja tiebia proszu”)
15. Белая Ночь („Biełaja nocz”)
16. Паранойя („Paranoja”)
17. Я тебя люблю („Ja tiebia lublu”)
18. Это здорово („Eto zdorowo”)

### Bonus wideo
1. А на меньшее я не согласен („A na mienʹszeje ja nie sogłasien”) (wideo)
2. Паранойя (wideo)
3. Снег („Snieg”) (wideo)
4. Романс („Romans”) (wideo)
5. Дай мне шанс („Daj mnie szans”) (wideo)
6. Я тебя люблю („Ja tiebia lublu”) (wideo)
7. Спасибо („Spasibo”) (wideo)
8. Это здорово („Eto zdorowo”) (wideo)